# 婆母 (戲劇)
《婆母》（英語：The Mother-in-Law），古罗马剧作家泰伦提乌斯的喜剧作品。
泰伦提乌斯的代表性作品是：《婆母》、《两兄弟》、《福尔弥昂》。

## 内容
该剧描写了一对青年夫妻“潘菲路斯夫”在家庭生活中面对各种矛盾，各自表现出互谅互让的精神。
潘菲路斯夫早年生活放荡不羁，父母为了管制住他，给他娶了一个妻子，他遵从父母之命结婚，生了一个儿子，潘菲路斯夫怀疑儿子不是自己的种，他妻子也同样怀疑，两人便开始争吵，最后却发现儿子是潘菲路斯夫的。

## 思想和主题
泰伦提乌斯在这部喜剧里表达自己的家庭观，即家庭成员要互相包容体谅。